# Bolivaritettix luochengensis
Bolivaritettix luochengensis är en insektsart som beskrevs av Ding, W., Z. Zheng och S.-z. Wei 2006. Bolivaritettix luochengensis ingår i släktet Bolivaritettix och familjen torngräshoppor. Inga underarter finns listade i Catalogue of Life.